# São Domingos do Cariri
São Domingos do Cariri är en kommun i Brasilien.   Den ligger i delstaten Paraíba, i den östra delen av landet, 1 600 km nordost om huvudstaden Brasília. Antalet invånare är 2 420.
Omgivningarna runt São Domingos do Cariri är huvudsakligen savann. Runt São Domingos do Cariri är det glesbefolkat, med 9 invånare per kvadratkilometer.